# 政府庁舎駅
政府庁舎駅（チョンブチョンサえき）は、大韓民国大田広域市西区にある大田広域市都市鉄道公社1号線の駅。駅番号は112。

## 歴史
- 2006年3月16日 - 1号線板岩 - 政府庁舎間開通に伴い、終着駅として開業。
- 2007年4月17日 - 盤石駅まで延伸し、途中駅となる。

## 駅構造
相対式ホーム2面2線の地下駅。
のりば
| 上り | ●1号線 | 板岩方面 |
| 下り | ●1号線 | 盤石方面 |

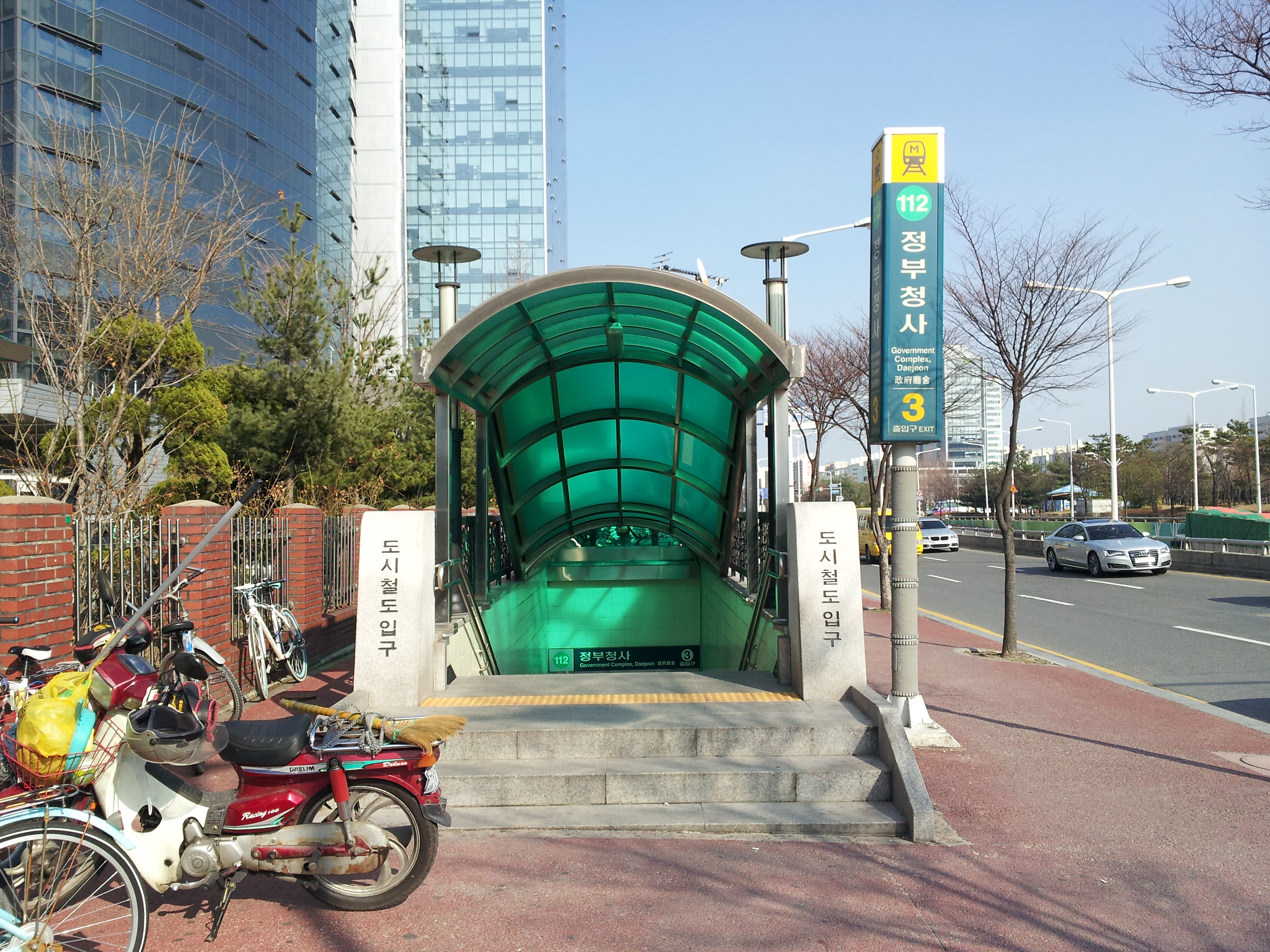
3番出入口
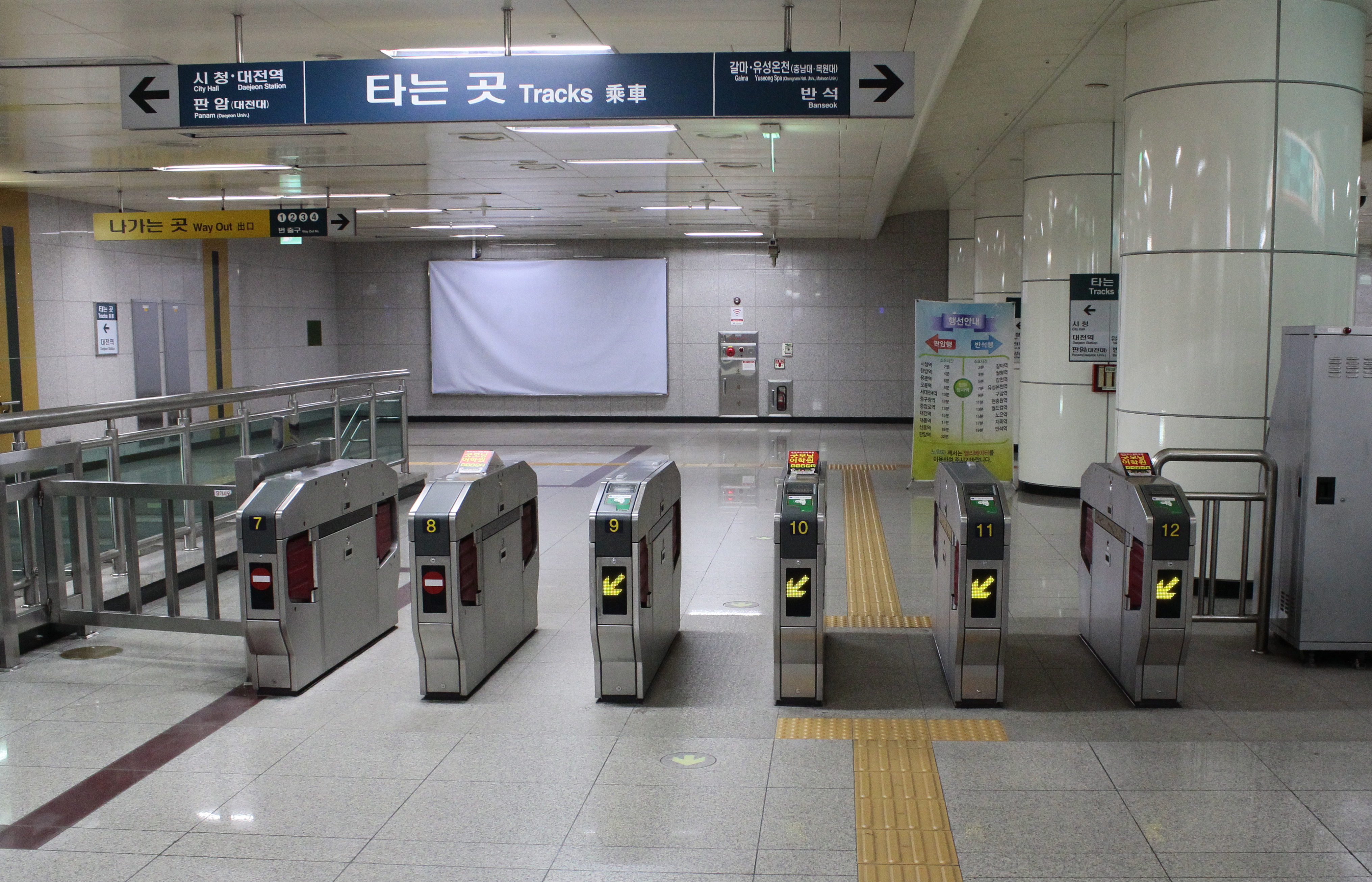
改札口
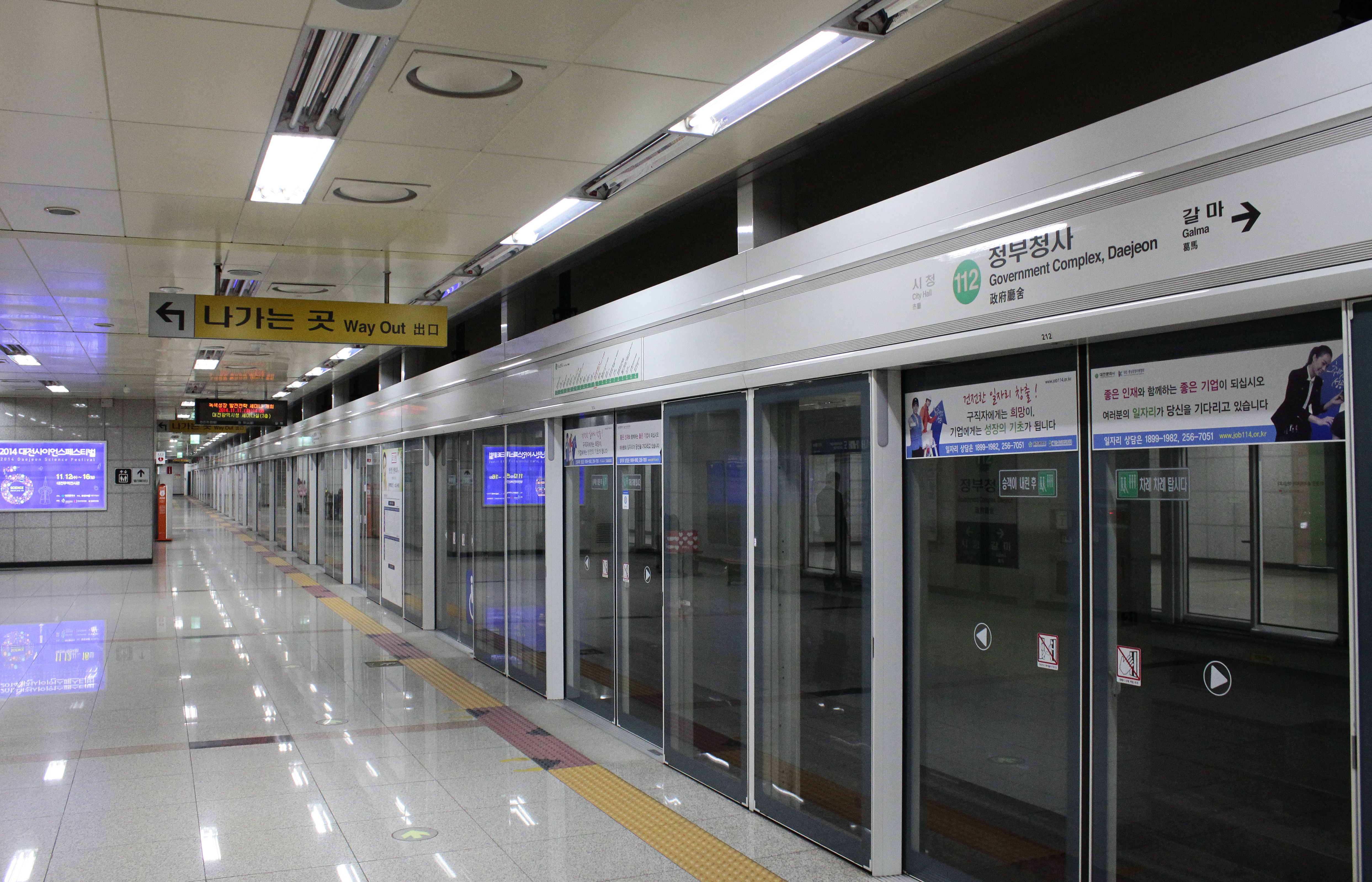
ホーム
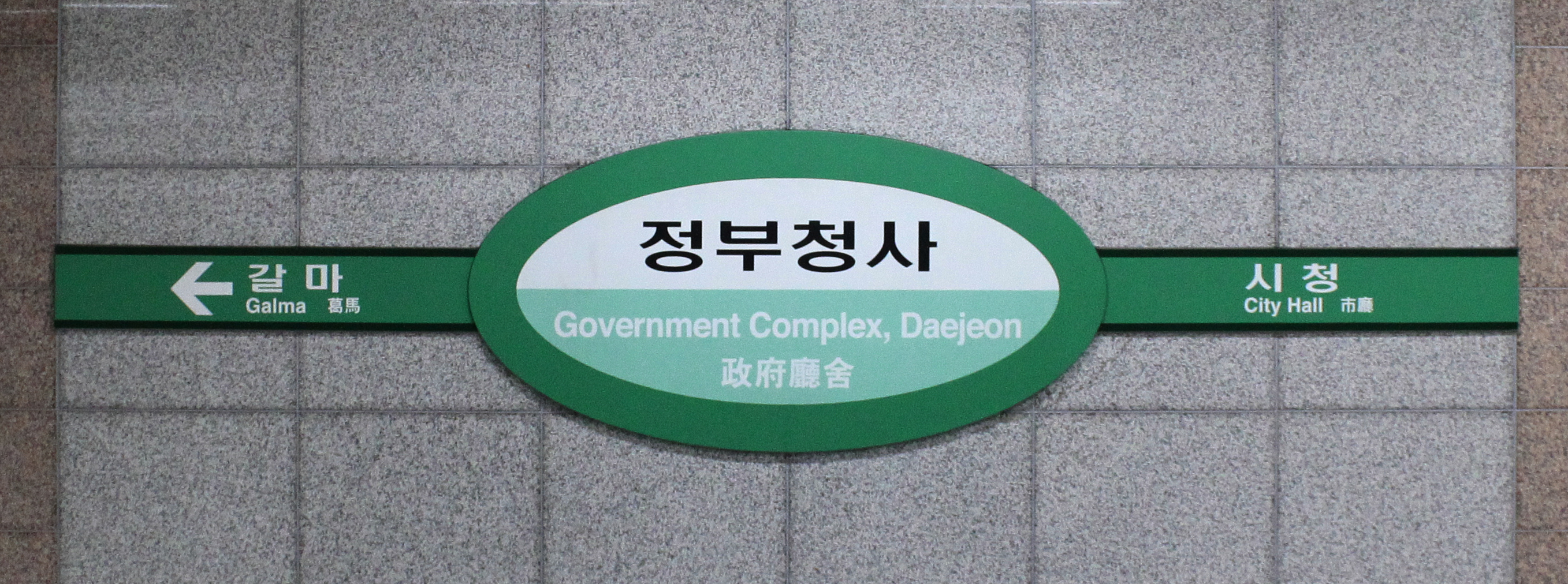
駅名標

## 駅周辺

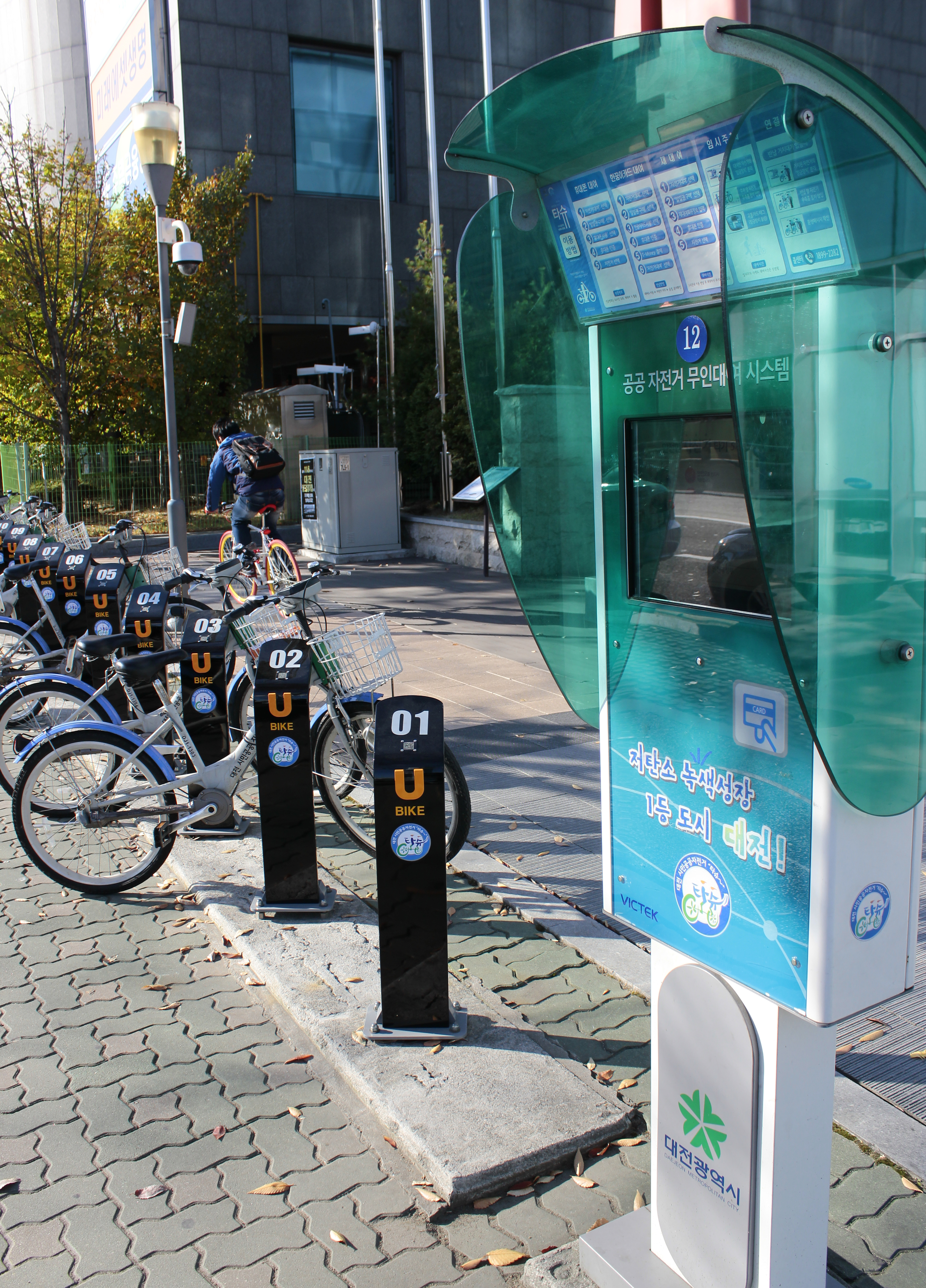
駅前の自転車貸し出し場

- 政府大田庁舎
- 西区庁
- 大田屯山警察署
- 信用協同組合中央会本社
- E-MART屯山店
- 屯山先史遺跡地
- カトリック皮膚科
- ソウル女性病院
- 大田地方食品医薬品安全庁
- 東横INN大田政府庁舎前

- 駅前の自転車貸し出し場

## 利用状況
| 路線   | 乗車人員 | 乗車人員 | 乗車人員 | 乗車人員 |
| 路線   | 2006年   | 2007年   | 2008年   | 2009年   |
| ------ | -------- | -------- | -------- | -------- |
| ●1号線 | 4015人   | 4200人   | 4166人   | 5074人   |

## 隣の駅
大田広域市都市鉄道公社
●1号線
市庁駅 (111) - 政府庁舎駅 (112) - 葛馬駅 (113)